# Consolador (canção)
"Consolador" é uma canção da dupla Rayssa & Ravel, sua composição é do cantor Anderson Freire. O álbum Como Você Nunca Viu foi produzida por Rogério Viera e lançada pela MK Music.

## Faixa do CD
| N.º | Título       | Compositor(es)  | Duração |  |
| 3.  | "Consolador" | Anderson Freire | 4:07    |  |

## Consolador - Damares
"'Consolador"' é uma regravação da cantora de música pentecostal Damares, que foi gravada anteriormente pela dupla Rayssa & Ravel. A cantora é acompanhada mais uma vez pelo Coral Renova Soul.

### Faixas
| N.º            | Título                                  | Compositor(es)  | Duração |  |
| 1.             | "Consolador"                            | Anderson Freire | 5:02    |  |
| 2.             | "Consolador" (Ao Vivo em São Sebastião) | Anderson Freire | 9:27    |  |
| Duração total: | Duração total:                          | Duração total:  | 14:29   |  |

### Indicações e Premiações
Troféu Promessas
| Ano             | Categoria                 | Indicado | Resultado |
| --------------- | ------------------------- | -------- | --------- |
| 2012            |                           |          |           |
| "Melhor Música" | Consolador e Sabor de Mel | Indicado |           |